# The Del-Vetts
The Del-Vetts est un groupe américain de garage rock, originaire de Chicago, dans l'Illinois.

## Biographie
Le groupe est formé en 1963, jouant essentiellement des reprises de Chuck Berry et de succès du surf rock. Leur premier enregistrement, deux ans plus tard, est une reprise de Little Latin Lupe Lu des Righteous Brothers, parue sur le petit label Seeburg Records. Les Del-Vetts signent chez Dunwich Records peu après et connaissent un grand succès sur la scène locale avec le single Last Time Around, qui parvient même à entrer dans le Top 30 national. Néanmoins, le single suivant, I Call My Baby STP, ne parvient pas à susciter le même intérêt.
Rebaptisés Pride and Joy, les Del-Vetts adoptent un son moins agressif sur leur single suivant, Girl (1967), un nouveau succès sur les radios locales qui passe inaperçu au niveau national. Le groupe quitte Dunwich pour Acta Records et sort un dernier single, We Got a Long Way to Go, composé par le tandem Barry Mann-Cynthia Weil. C'est à nouveau un échec, qui entraîne la disparition du groupe.
Les Del-Vetts ont bénéficié d'une certaine reconnaissance a posteriori. Leur chanson Last Time Around apparaît sur la version étendue de la compilation Nuggets: Original Artyfacts from the First Psychedelic Era, 1965-1968, parue en 1998.

## Membres
- Jim Lauer - chant, guitare
- Lester Goldboss - guitare
- Bob Good - basse (puis guitare)
- Paul Wade - batterie
- Jeff Weinstein - guitare
- Jack Burchall - basse
- Roger Deatherage - batterie